# اچ‌ام‌اس کالیپسو (۱۷۸۳)
اچ‌ام‌اس کالیپسو (۱۷۸۳) (به انگلیسی: HMS Calypso (1783)) یک کشتی بود. این کشتی در سال ۱۷۸۳ ساخته شد.